# Introducing Dorothy Dandridge
Introducing Dorothy Dandridge (bra: Dorothy Dandridge - O Brilho de uma Estrela) é um telefilme biográfico estadunidense dirigido por Martha Coolidge a partir de um roteiro de Shonda Rhimes e Scott Abbott, baseado na biografia de Dorothy Dandridge de Earl Mills. O filme é estrelado por Halle Berry no papel da atriz e cantora Dorothy Dandridge e estreou na HBO em 21 de agosto de 1999.

## Elenco
- Halle Berry como Dorothy Dandridge
- Brent Spiner como Earl Mills
- Klaus Maria Brandauer como Otto Preminger
- Obba Babatundé como Harold Nicholas
- Loretta Devine como Ruby Dandridge
- Cynda Williams como Vivian Dandridge
- LaTanya Richardson como Auntie
- Tamara Taylor como Geri Branton-Nicholas
- William Atherton como Darryl Zanuck
- D. B. Sweeney como Jack Denison
- Don Gettinger como funcionário do hotel
- Nicholas Hormann como apresentador do Oscar
- Sharon Brown como Etta Jones
- Darrian C Ford como Fayard Nicholas
- Andre Carthen como Harry Belafonte
- Jon Mack como Ava Gardner
- Kerri Randles como Marilyn Monroe
- Benjamin Brown como Sidney Poitier

## Prêmios e indicações
Emmy Awards de 2000
- Melhor Direção de Arte em Minissérie, Filme ou Especial (venceu)
- Melhor Fotografia em Minissérie ou Telefilme (venceu)
- Melhor Figurino - Minissérie, Filme ou Especial (venceu)
- Melhor Penteado – Minissérie ou Telefilme (venceu)
- Melhor Atriz em Minissérie ou Telefilme—Halle Berry (venceu)
- Melhor Coreografia (nomeado)
- Melhor Direção de Minissérie, Filme ou Especial—Martha Coolidge (nomeado)
- Melhor Ator Coadjuvante em Minissérie ou Telefilme—Klaus Maria Brandauer (nomeado)
- Melhor Telefilme (nomeado)

Globo de Ouro de 2000
- Melhor Atriz em Minissérie ou Telefilme—Halle Berry (venceu)
- Melhor Minissérie ou Filme Feito para TV (nomeado)
- Melhor Ator Coadjuvante em Televisão—Klaus Maria Brandauer (nomeado)

31ª Edição do NAACP Image Awards
- Melhor Atriz em Filme para Televisão, Minissérie ou Especial de Drama—Halle Berry (venceu)
- Melhor Filme para Televisão, Minissérie ou Especial de Drama (venceu)
- Melhor Ator em Filme para Televisão, Minissérie ou Especial de Drama—Obba Babatundé (nomeado)

Screen Actors Guild de 2000
- Melhor Atriz em Minissérie ou Telefilme—Halle Berry (venceu)